# Іххет
Іххет — сомон у Східно-Гобійському аймаку Монголії. Територія 4,1 тис. км², населення 3,2 тис. чол. Центр — селище Баян розташований на відстані 150 км від Сайншанду та 250 км від Улан-Батора.

## Клімат
Клімат різкоконтинентальний.

## Соціальна сфера
Працює середня школа, лікарня, сфера обслуговування.